# Cambio físico

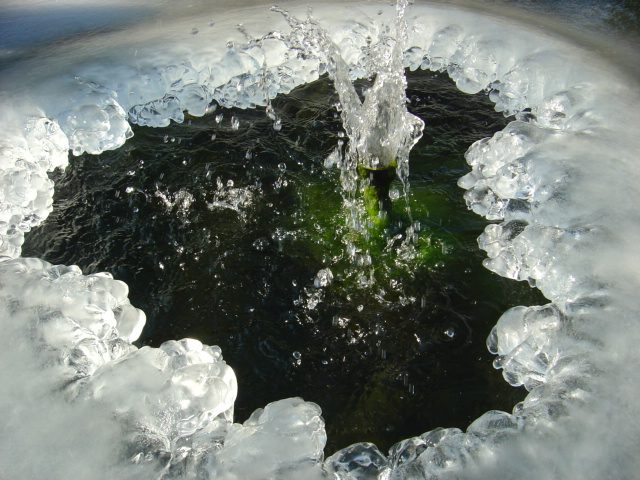
Los cambios de estado, como la fusión del hielo o la solidificación del agua líquida, son cambios físicos al no cambiar la composición química.

Los cambios físicos son transformaciones que cambian solo el aspecto y las variaciones Es decir,  se producen variaciones en la naturaleza de las partículas que conforman un cuerpo u objeto, sino que cambian sus posiciones, como ocurre en un cambio de estado. Los cambios físicos o métodos físicos pueden usarse para separar los componentes de una mezcla formada por distintas sustancias químicas, pero no sirven para separar los componentes de un compuesto en sus elementos.
Los cambios físicos ocurren cuando los objetos o sustancias experimentan un cambio que no modifica su composición química. Esto contrasta con el concepto de cambio químico, en cual la composición de una sustancia varía debido a una reacción química, en la que una o más sustancias se combinan para formar sustancias nuevas. En general un cambio físico, o un método físico, puede modificar la composición de una mezcla. Por ejemplo, la sal disuelta en agua puede ser recuperada dejando evaporarse el agua.
Un cambio físico implica un cambio en las propiedades físicas. Los ejemplos de propiedades físicas pueden ser: fusión, transición de un gas, cambios de fuerzas, cambio de durabilidad, cambios en la forma del cristal, en la forma, en el tamaño, en el color, en el volumen  y en la densidad.
Muchos cambios físicos también implican la reorganización de los átomos, sobre todo en la formación de cristales. Aunque la mayoría de los cambios químicos son irreversibles, y muchos de los cambios físicos son reversibles, la reversibilidad no es un criterio seguro para la clasificación.

## Magnetismo
Los materiales de hierro pueden volverse magnéticos. El proceso es modificable y no afecta a la composición química.

## Cristalización
Muchos elementos y compuestos forman cristales. Algunos como el carbono pueden presentarse como varias formas diferentes. Las más conocidas son: el diamante y el grafito.
Los cristales en metales tienen un importante efecto en las propiedades físicas de estos, que incluye fuerza y ductilidad. Algunos tipos de cristales, su forma y la medida, pueden ser alterados por golpes físicos.
Se conoce como Cristalización a un proceso químico en el que transforma un gas, un líquido o una disolución en un conjunto de cristales sólido.

## Disoluciones
La gran mayoría de disoluciones de sales y algunos compuestos como azúcares pueden ser separados por evaporación. Otros como mezclas o líquidos volátiles como alcoholes de pesos moleculares bajos, pueden ser separados a través de la destilación fraccionada.